# Capcom Golf
Capcom Golf ou en japonais Ashita Tenki ni Nāre, est un jeu vidéo de golf développé et édité par Capcom en 1990. Cette simulation est sortie seulement  système d'arcade Mitchell,. Le jeu est adapté de la série de manga éponyme.